# Gliese 18
Gliese 6 is een type K hoofdreeksster in het sterrenbeeld Beeldhouwer op 58,43 lichtjaar van de Zon. De ster heeft een baansnelheid rond het galactisch centrum van 58,1 km/s.